# سانچیلز
سانچیلز (به اسپانیایی: Sunchales) یک منطقهٔ مسکونی در آرژانتین است که در Castellanos Department واقع شده‌است. سانچیلز ۳۶۰ کیلومتر مربع مساحت و ۲۱٬۳۰۴ نفر جمعیت دارد و ۸۷ متر بالاتر از سطح دریا واقع شده‌است.

## خواهرخوانده
شهر ریوارولو کاناوزه خواهرخواندهٔ سانچیلز هست.